# Microsoft Windows 2.0
Microsoft Windows 2.x（マイクロソフト ウィンドウズ 2.x）は、マイクロソフトから1987年に発売されたMS-DOS上に動作するオペレーティング環境 (操作環境、Operating Environment)。Microsoft Windows 1.0からの主な変更点は、ウィンドウの表示がオーバーラップ（重ね表示）になったことと、EMSメモリに対応したことである。

## 機能

### インターフェイスの改良
タイル表示しかできなかったWindows 1.0とは異なり、Windows 2.0では複数のウィンドウをお互いに重ねることができるようになった。また、同じアプリケーション内で複数の文書ウィンドウを開くMultiple Document Interface (MDI) アプリケーションの開発をサポートした。Windows 1.0の「アイコン化」 (Iconize) や「ズーム」 (Zoom) に対して「最小化」 (Minimize) や「最大化」 (Maximize) の用語を使うようになった（ただし日本語版ではそれぞれ「アイコン表示」、「フルスクリーン表示」）。このデザインはWindows 3.1まで継承された。ただし、Windows 1.xと同様、Windows 2.xアプリケーションはプロテクトモード用に設計されていないため、Windows 3.1以降で動作させるには修正が必要である。
Windows 1.0では、コマンドの頭文字がキーボードショートカットになっていたため、頭文字が重複するとキーを複数回押す必要があったが、Windows 2.0では各項目に対して「ダイレクトアクセスキー」というショートカットキーを割り当てられるようになった。

### 動作の高速化
新しいフォントファイル形式や、ダイアログボックスで隠れた画面を一時保存するなど、GDIの機能改良によってWindows 1.0と比べ画面表示が高速化された。また、EMSメモリのバンク切り替えをサポートしたため、EMSメモリを搭載した環境では、ハードディスクやRAMディスクにスワップする場合に比べオーバーヘッドを減らし、アプリケーションの切り替えが高速化される。

### 付属アプリケーション
アプリケーション
- ペイント (PAINT.EXE)[10][11]
- ライト (WRITE.EXE) - ワードプロセッサ[10][11]
- メモ帳 (NOTEPAD.EXE)[10][11]
- カードファイル (CARDFILE.EXE) - カード型データベース[10][11]
- カレンダー (CALENDAR.EXE)[10][11]
- 電卓 (CALC.EXE)[10][11]
- 時計 (TIME.EXE) - アナログ時計。タスクアイコン状態でも機能する[10][11]
- リバーシ (REVERSI.EXE) - ゲーム[10][11]
- ターミナル (TERMINAL.EXE) - 通信アプリケーション[10][11]

ツール類
- クリップボード (CLIPBRD.EXE)[4][10]
- コントロールパネル (CONTROL.EXE)[4][10]
- スプーラ (SPOOLER.EXE) - プリンタスプーラ。[4][10]
- PIFエディタ (PIFEDIT.EXE)[4][10]

その他のコマンド
このほかPC-9800シリーズでは以下のコマンドの存在が確認できる。
- WSWITCH - メモリスイッチ設定コマンド。[8]
- WUSKCGM - ユーザー定義文字保守ユーティリティ。[8]
- WHCOPY - 画面コピー。[8]
- WINIS - イメージスキャナ。[8]

## バージョン

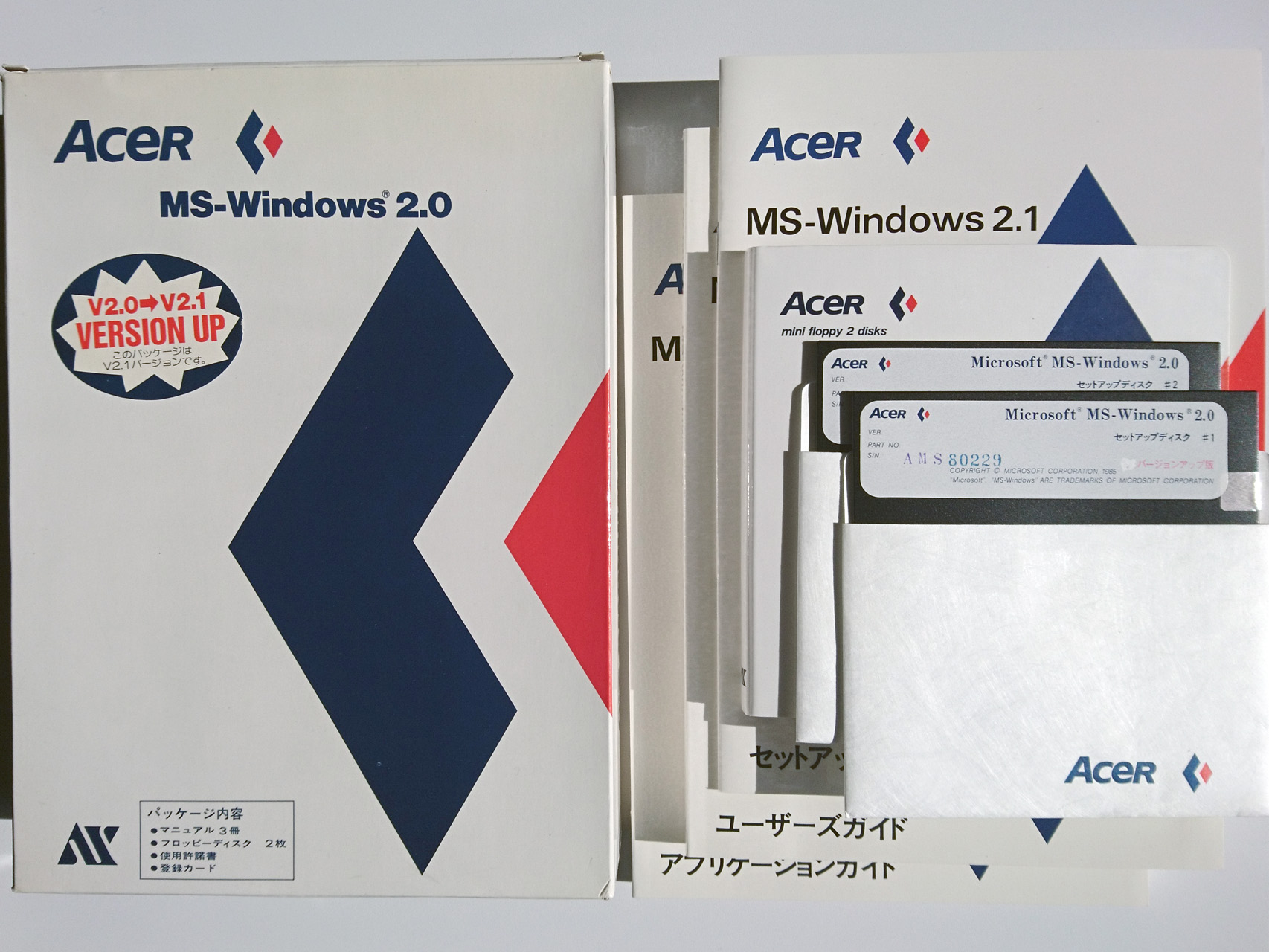
日本エイサーのOEM版Windows 2.1

Windows 2.03
最初のバージョン。英語版は1987年12月9日に発売。
Windows/286 2.1
英語版は1988年5月発売。日本語版は1989年6月にPC-9800シリーズ用が出荷開始。バージョン2.0からメモリ管理関係を大幅に向上させたものであり、Intel 80286の特性を利用したHMA（XMSの機能の一つで、64KB弱のメモリが拡張できる）やEMSを駆使することで、メモリ環境を改善したものである。この時から、Windows 2.xは後述するWindows/386にあわせてWindows/286という名称になった。ただし、日本語版ではWindows 2.1としてリリースされ、名称は変更されていない。Windows対応ソフトとして注目されていた表計算ソフトの日本語版Microsoft Excelが、発表当初Windows 2.0以上対応とされていたものの、印刷機能の不具合によりWindows 2.1に変更され、OEM先メーカーで混乱が生じた。
Windows/286 2.11
2.x系列の最終版で英語版は1989年3月13日発売。
Windows/386 2.03、Windows/386 2.11
Windows 2.xでは、Intel 80386以降の32bitCPU搭載マシン向けに、Windows/386という別のバージョンが平行して販売されていた。これは、仮想86モードを利用してWindows上のDOS環境をマルチタスクで同時に実行できるようにしたものである。バージョンもWindows(/286) とあわせて変更されており、1988年発売の2.03と2.1, 1989年発売の2.11があった。

## 歴史
1985年11月に発売されたWindows 1.0は市場では失敗したと見られた。IBMもその競合製品にあたるTopViewがWindowsにすら及ばず、その扱いをどうすべきか決めかねていた。IBMと新OS（後のOS/2）を共同開発していたマイクロソフトは、IBMにWindowsを採用するよう執拗に話を持ちかけた。IBM内部ではアール・ウィーラーが主導していたSystems Application Architecture構想が浮上し、一時は新OSのGUIはグラフィックを専門とするイギリスIBMのチームが扱う予定になっていた。しかしマイクロソフトの必死な呼びかけにより、マイクロソフトはIBMと共同でOS/2とそのGUIとなる「プレゼンテーション・マネージャ」を開発することになった。
この意向は、1987年4月2日に正式に発表された。この発表では、プレゼンテーション・マネージャはオーバーラップ方式の画面表示であること、マイクロソフトからもプレゼンテーション・マネージャと同じインターフェイスを搭載したWindows 2.0を供給すること、Windows 2.0はDOSアプリケーションを同時に動かすことができ、OS/2はOS/2アプリケーションを複数またはDOSアプリケーションを単独で動かすことができると発表された。

マイクロソフトのプロダクツマネージャMark MackamanはMS-DOSとOS/2との関係について、次のように説明した。
MS-DOSとMicrosoftとOS/2の関係という面ですが、MS-DOSはローエンド向けのものとなるのではないでしょうか？つまり、OS/2にあるようなすべての機能を必要とせず、価格も安いローエンド向けと言うことです。場は、家庭や教育分野です。しかしビジネス環境、オフィス環境では、今後3年から5年のうちに、OS/2が優勢を占めてくると我々は考えています。—Mark Mackaman 「OS/2がやってきた 第1回―「OS/2概観」」、『月刊アスキー』第12巻第2号、1988年、 210-211頁。インタビュー文章より。
また、WindowsとOS/2との関係については次のように説明した。
我々がユーザーに提案する目標や戦略的方向は、MS-DOSのWindows Ver.2.0を採用して、Presentation Managerと同じユーザーインターフェイスを提供するウィンドウ環境を作ると言うことです。そうすれば、ユーザーにとってなじみのあるものになるし、我々がそうできるよう、ユーザーは一つのシステムから別のシステムへ透過的に移行することができます。MS-DOSというプラットホームでWindowsを用いることで、我々は今日の環境であるMS-DOSの環境から明日の環境であるOS/2への移行が容易になることでしょう。—Mark Mackaman 「OS/2がやってきた 第1回―「OS/2概観」」、『月刊アスキー』第12巻第2号、1988年、 210-211頁。インタビュー文章より。
Intel 80386用として開発されたWindows/386とOS/2が競合するのでは、という問いに対しては、Windows内部には新機能はほとんどない上に、プロセス間通信といったOS/2にある多くの機能がWindowsにはなく、あくまでWindowsはMS-DOSからOS/2への橋渡しであると説明した。また、翌年のインタビューでは、Windowsはスタンドアローン環境の家庭向け、OS/2はネットワークを利用する中規模以上の企業向けというユーザー層の違いを挙げた。
マイクロソフトは、1985年9月のMacintosh版Excel発売直後からWindows版Excelの開発に取り組んでいた。1987年10月6日に、Windows 2.0のランタイムを同梱したExcel 2.0の発売と、Windows 2.0の発表が行われた。Excel 2.0は、『Infoworld』誌で10点中9.4点を獲得するなど非常に好評を得た。Excel 2.0とWindows 2.0の同時登場は好印象を与えた。1987年11月にアルダス PageMaker、1988年1月にマイクログラフィックス Designer 2.0といったサードパーティの有力なソフトウェアも出始めた。Windows 2.0は、月5万本の販売ペースを維持し続け、Windows累計出荷本数は、1987年6月時点で25万本とされていたのが1989年初頭には200万本を達成した。しかしながら、この時点でIBM PC互換機は3000万台以上出荷されており、Windowsはまだ十分に普及したと言える状況ではなかった。
Windows 2.0は、アメリカでは堅調に売れたが、日本ではアメリカほど売れなかった。1989年5月末に発売された日本語版Excel 2.1は、発売時に用意された15万枚のカタログが1ヶ月でなくなるほど注目を集めたが、導入するとなるとメモリやハードディスクなどのハードウェアの増設が必要となり、実質的に30万円ほどの追加費用がかかることが導入のハードルを高くした。日本で1986年9月に発売された、MS-DOS用表計算ソフトのLotus 1-2-3が1989年8月時点で累計20万本の出荷であるのに対して、Excel 2.1は1990年末までに35000本が出荷された。また、そもそもWindowsの土台となるMS-DOS自体が、1987年まではアスキーの販売戦略で市販ソフトへの添付を許されていたため、ユーザーがOSを別個に購入する習慣も根付いていなかった。
1988年5月27日、マイクロソフトはWindows 2.1 (Windows/286) とともにWindows/386を発売した。Windows/386はIntel 80386の仮想86モードを利用してDOSアプリケーションの同時実行を実現した。OS/2のDOS互換ボックスは互換性が不完全であったため評判は今ひとつで、WindowsがOS/2よりも優位にたったようにも見えた。このことは、ユーザーの間でWindowsとOS/2のどちらが主流となるのかという混乱を生じさせた。
1989年11月14日、IBMとマイクロソフトの共同声明で、将来のWindowsは以下の機能をサポートしないことが発表された。
- 分散処理やサーバーとしての機能
- 32ビット・フラット・メモリ・モデル
- マルチスレッド
- 8.3形式によらない長いファイル名

しかし、この論争はWindows 3.0の発売をきっかけにさらに白熱することになった。

## アップルとの法的抗争
1988年3月17日、Appleは同社が所有するMacintosh System Softwareの著作権を侵害しているとして、マイクロソフトとヒューレット・パッカードに対して訴訟を起こした。アップルは、Macintoshオペレーティングシステムの「ルック・アンド・フィール」は著作権で保護されており、Windows 2.0は同じアイコンを使用しているため、この著作権を侵害していると主張した。裁判官は、アップルが訴えた189件の特許案件のうち10件を除き、マイクロソフトとヒューレット・パッカードに有利な判決を下した。この10件には、オーバーラップ方式ウィンドウやアイコン、操作方法が含まれていたが、これらの特許については著作権の保護対象ではないという判断が下され、アップルの訴えは退けられる形となった。